# Kurt Morsink
Kurt Morsink Ramos (Orlando, 27 giugno 1984) è un ex calciatore costaricano, di ruolo centrocampista.

## Kansas City Wizards
Kurt Morsink cominciò a cinque anni nella scuola calcio dell'Alajuelense. Stette nelle leghe minori fino ai 15 anni.
Nel quarto round del Super Draft, Morsink è stato scelto dal Kansas City Wizards per la stagione 2007.

## Biografia
Kurt Morsink è nato nel 1984 ad Orlando (Florida), quando i suoi genitori studiavano là.
Suo nonno, ora deceduto, era olandese e sua nonna tedesca.
Morsink fu iscritto nel Registro Civile quando aveva due anni come "costaricano per nascita", avendo genitori ticos.
Il suo gran salto si diede nel 2003 quando si integrò alla James Madison University in Virginia. Lì giocò fino all'anno scorso nella squadra di calcio e si laureò in dicembre in chinesiologia, con enfasi in direzione sportiva.
Tra i suoi risultati Morsink fu selezionato matricola dell'anno 2003, segnando nove gol in ognuna delle tre finali universitarie ed apparire nelle principali squadre di ogni anno. In 74 partite segnò 32 gol con 29 assist.
Possedendo doppia nazionalità, Kurt ancora non è deciso se sceglierà di giocare con la Costa Rica o gli Stati Uniti.